# Schloss Białokosz

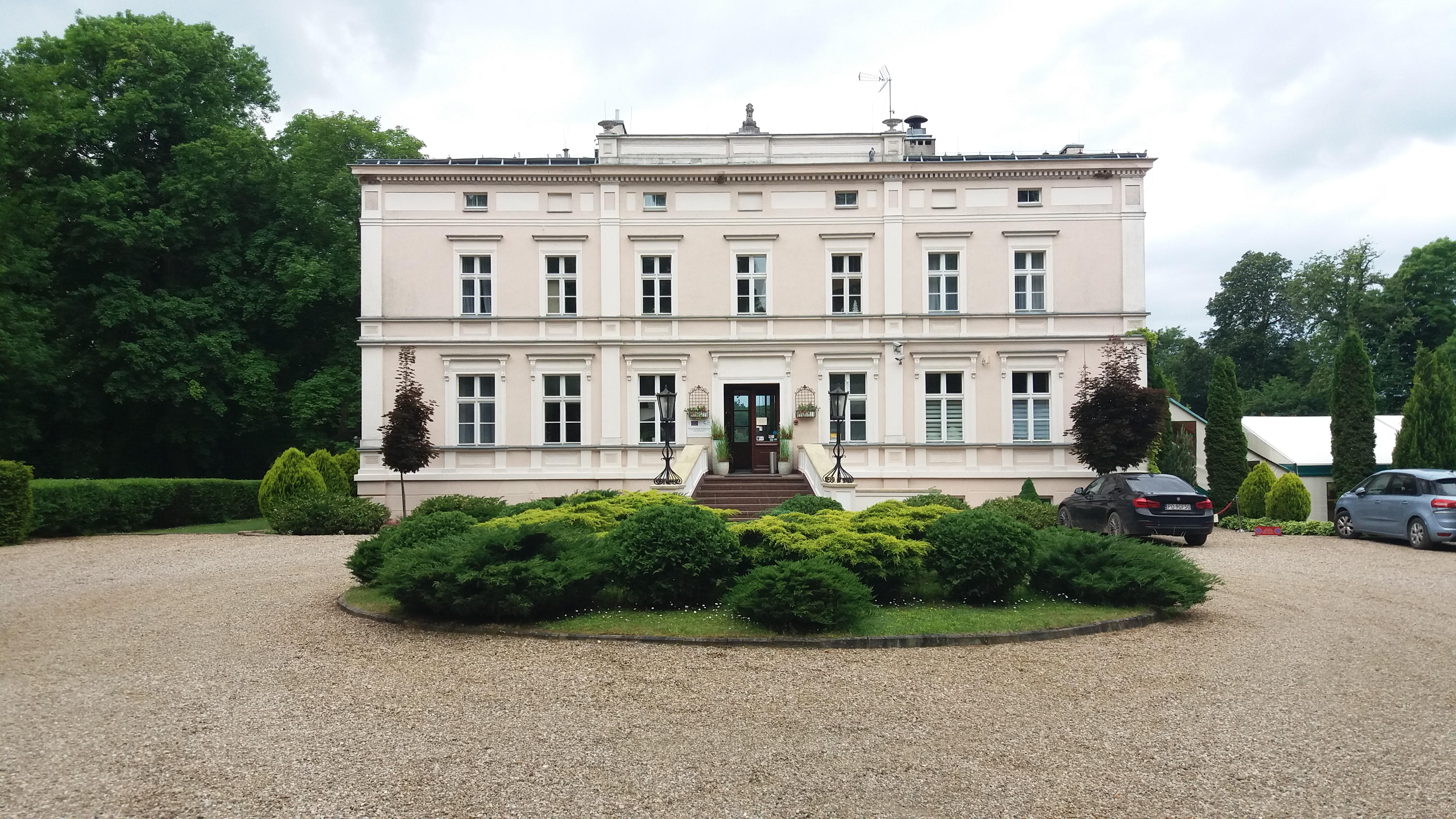
Eingangsfassade des Schlosses Białokosz

Das Schloss Białokosz (deutsch Schloss Bialokosch) ist ein spätklassizistisches Schloss in der polnischen Ortschaft Białokosz in der Gmina Chrzypsko Wielkie im Powiat Międzychodzki, vormalig Kreis Birnbaum.
Zu Beginn des 19. Jahrhunderts von einem Mitglied der Familie von Massenbach als einfaches Landschloss errichtet, erhielt es vermutlich im letzten Viertel des 19. Jahrhunderts sein heutiges äußeres Aussehen. Nachdem die Familie von Rose den Besitz 1902 erworben hatte, wurde das Schloss mit einem englischen Landschaftsgarten umgeben. Ab 1977 wurde das derweil verfallene Schloss umfassend restauriert und dient heute als Hotel.
Das Schlossgebäude steht seit März 1994 unter Denkmalschutz. Der dazu gehörende Park ist bereits seit Oktober 1985 geschützt.

## Geschichte

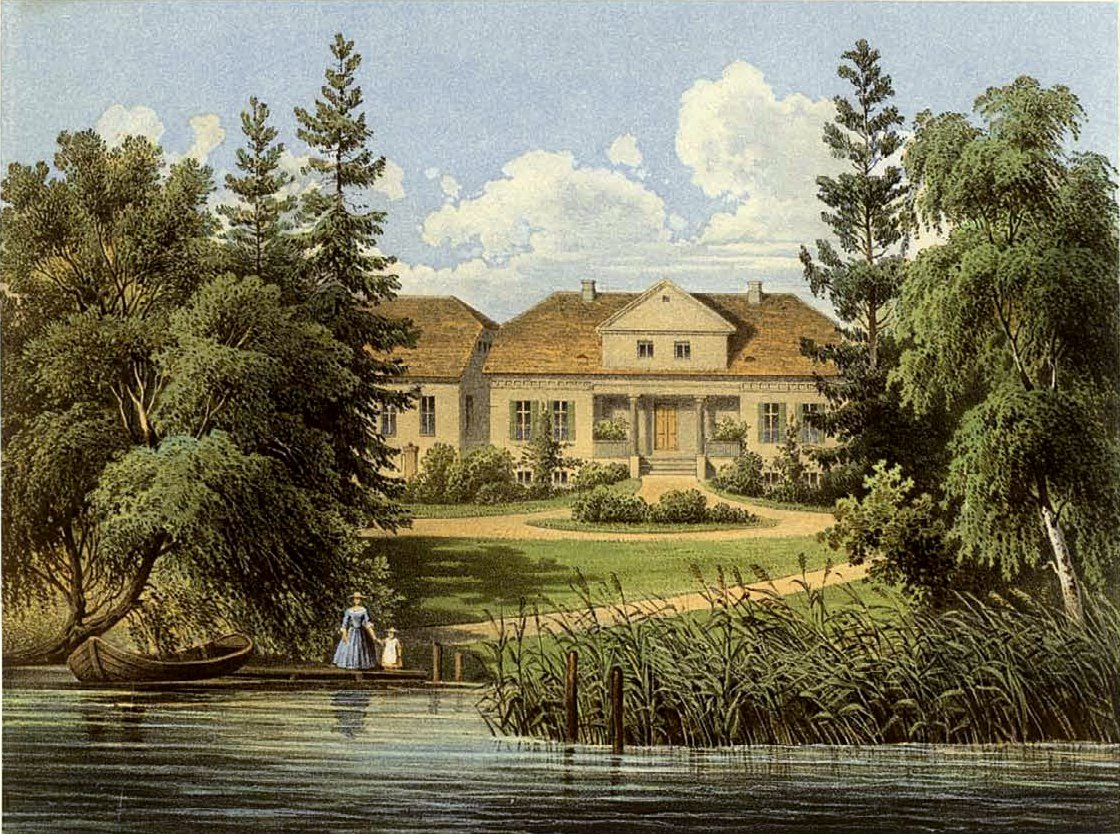
Schloss Białokosz um 1860

Białokosz war als Klostergut lange Zeit im Besitz des Posener Katharinenklosters. Nach dessen Säkularisierung im Jahr 1796 schenkte Friedrich Wilhelm III. den rund 950 Hektar großen Besitz am 17. März 1798 dem Freiherrn Christoph von Massenbach, der 1804 bis 1805 auf dem Land am Rande eines Sees ein einstöckiges Landschloss als Gutshaus erbauen ließ. Bei seinem Tod im November 1827 ging das Schloss an seine drei Kinder Adelheid, Albertine und Georg Sylvius. Letzterer hatte schon seit 1820 den zum Schloss gehörenden Gutsbetrieb geführt und wurde schließlich Alleinbesitzer. Er ließ dem bisherigen Schlossgebäude einen nördlichen Anbau anfügen. 1871 zog er sich auf den Familienstammsitz im Württembergischen zurück und bestimmte seinen vierten Sohn Karl zu seinem Nachfolger in Białokosz. Vermutlich war es Karl, der das einfache Landschloss seiner Vorfahren um ein Geschoss erhöhte und dem Gebäude damit sein heutiges, spätklassizistische Aussehen gab.

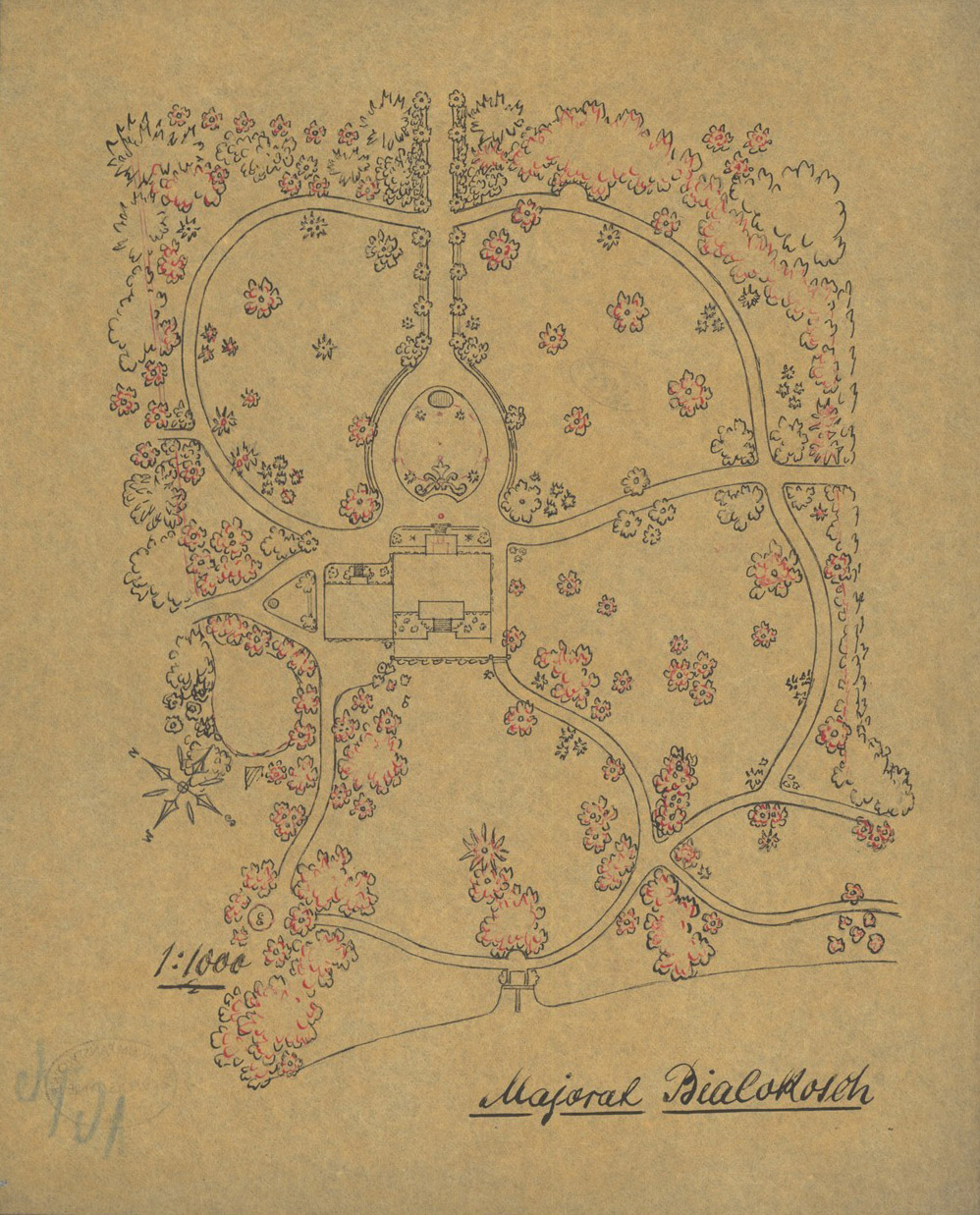
Planzeichnung des Parks von Johann Larass

Karls Tochter Sophie heiratete den aus Ostpreußen stammenden Carl von Rose, der das Schloss 1902 erwarb. Er ließ von dem Bromberger Landschaftsarchitekten und Lenné-Schüler Johann Larass den heute teilweise noch erhaltenen englischen Landschaftspark anlegen. Daneben ließ er zahlreiche Veränderungen auf dem Landbesitz durchführen und brachte das Schloss in ein Familienfideikommiss ein. Von 1940 bis 1945 lebte die Familie von Roses jüngster Tochter Brigitte auf Białokosz.
Nach 1945 diente das Schlossgebäude unter anderem als Unterkunft für Landarbeiter und als Kinderheim. 1977 begann die Restaurierung des Gebäudes, bei der sämtliche An- und Zubauten entfernt wurden. Die Arbeiten waren 1980 abgeschlossen. Nachdem der Schlosspark 1985 unter Denkmalschutz gestellt worden war, erfolgte 1994 auch die Aufnahme des Schlossgebäudes in die polnische Denkmalliste. Heute wird Schloss Białokosz als Hotel (Pałac Białokosz) genutzt.

## Beschreibung

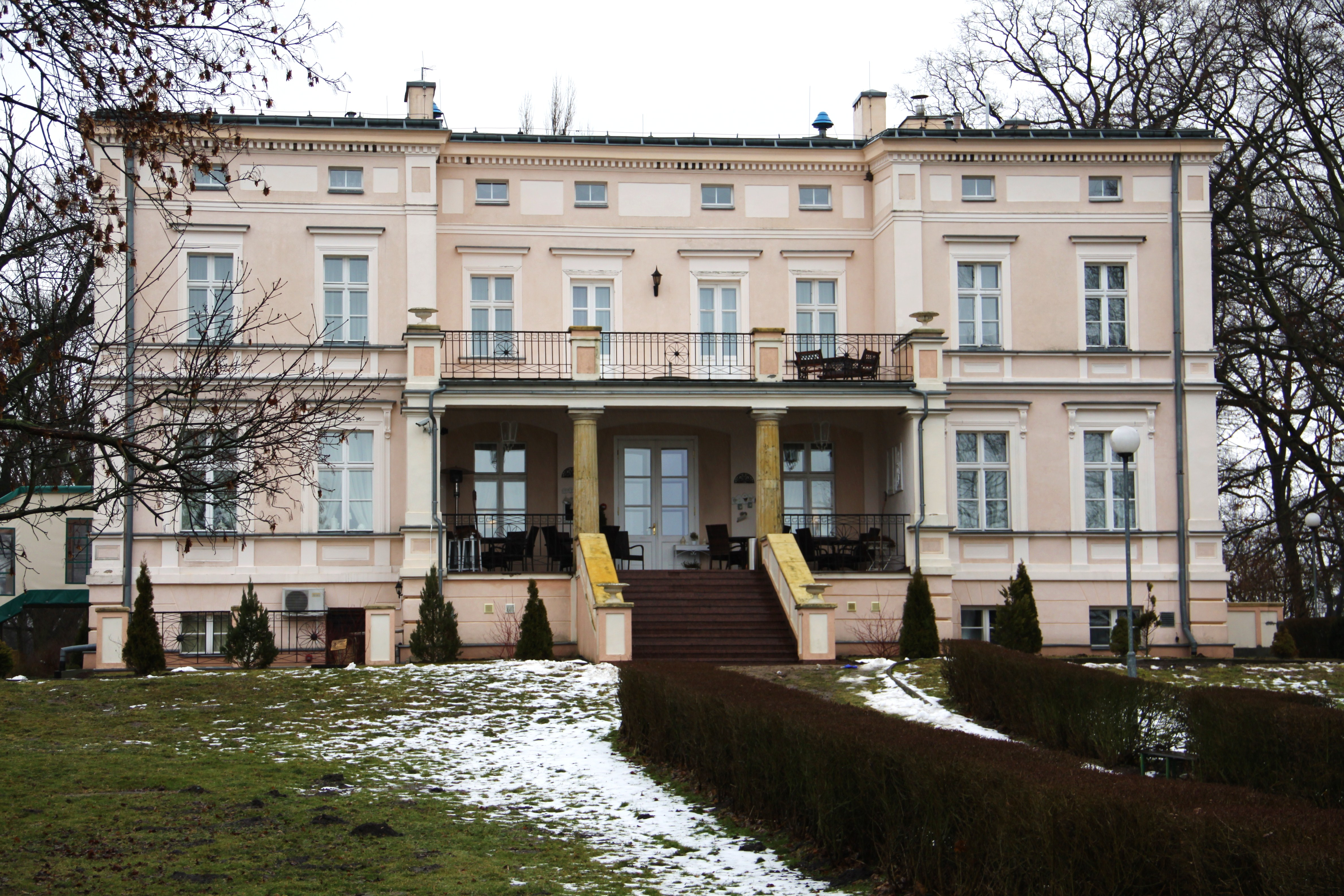
Gartenfassade des Schlosses

Der Vorgängerbau des heutigen Schlosses war ein kleines, einstöckiges Landschloss mit Krüppelwalmdach und zweifenstriger Giebelstube über dem Portal.
Das heutige, spätklassizistische Schlossgebäude steht am Rande eines 600 Morgen großen Sees und hat den Charakter eines Herrenhauses. Auf seinem rechteckigen Grundriss erheben sich auf einem hohen Sockelgeschoss zwei Geschosse, die von einem Flachdach abgeschlossen sind. Der Bauschmuck beschränkt sich auf flache Pilaster, breite Gesimse und Rahmungen der großen Rechteckfenster, die von Verdachungen bekrönt sind. Die siebenachsige Eingangsfassade ist durch einen Pseudorisalit mit Attika betont. In ihrer Mittelachse liegt das schlichte Portal, zu dem eine siebenstufige Freitreppe hinaufführt.
Die rückwärtige, zum See zeigende Gartenfassade wird von einer offenen Veranda bestimmt, deren zwei dorische Säulen die Terrasse des zweiten Geschosses tragen. Eine breite Treppe führt von der Veranda in den zum Schloss gehörenden Landschaftsgarten, der zu Beginn des 20. Jahrhunderts angelegt und heute noch in Grundzügen vorhanden ist.